# Via Nazionale (Roma)
Via Nazionale è una via di Roma che da piazza della Repubblica conduce verso piazza Venezia, fermandosi a largo Magnanapoli. Nel suo percorso attraversa i rioni Castro Pretorio e Monti.

## Storia
Dopo il trasferimento della capitale del Regno d'Italia da Firenze a Roma (1871), il collegamento tra la stazione Termini e il centro direzionale dell'epoca (via del Corso) fu tracciato seguendo il percorso del romano Vicus Longus, lungo la valle di San Vitale, attraverso una zona all'epoca scarsamente edificata, i cui terreni erano stati acquistati dal monsignor de Mérode proprio nella previsione di questo utilizzo (il rettilineo che percorreva la valle si chiamava "Strada di S. Vitale", e arrivava fino a via dei Serpenti).
Le prime strade urbanizzate in questa zona furono via Torino, via Firenze, via Napoli e via Modena. Per quest'area il nuovo Comune di Roma fece propria, già nel marzo 1871, la convenzione edilizia già stipulata tra lo Stato Pontificio e il De Mérode. L'urbanizzazione di questa zona fu quindi l'oggetto della prima convenzione urbanistica approvata a Roma dal nuovo Stato sabaudo. La prima parte dell'odierna via Nazionale, urbanizzata dal de Mérode, si chiamò "Strada Nuova Pia" (mentre la parallela "Strada Pia" storica era l'attuale via XX Settembre, ricostruita e ampliata da Pio IV per creare una prospettiva scenografica tra Porta Pia e la residenza papale del Palazzo del Quirinale).
Fin dalla progettazione iniziale, via Nazionale fu pensata come un'arteria molto ampia, necessaria per creare un collegamento veloce e il più possibile rettilineo tra la stazione centrale della capitale e il Tevere, oltre il quale si prevedeva, già dal 1873, l'urbanizzazione intensiva dei "Prati di Castello". Questa intenzione fu messa in pratica nel 1886, con la deliberazione di un secondo ampio tracciato tra piazza Venezia e il fiume, che divenne il corso Vittorio Emanuele II.
Lungo la nuova strada furono edificati, negli ultimi tre decenni dell'800, grandi alberghi nella parte iniziale, la Chiesa di San Paolo dentro le Mura (1880, prima chiesa cristiana non cattolica costruita a Roma dopo l'unità d'Italia), immobili d'abitazione destinati alla nuova borghesia della capitale, e anche edifici a destinazione pubblica come il Palazzo delle Esposizioni (1883), il Teatro Eliseo (1900), Palazzo Koch, sede centrale della Banca d'Italia (1892).

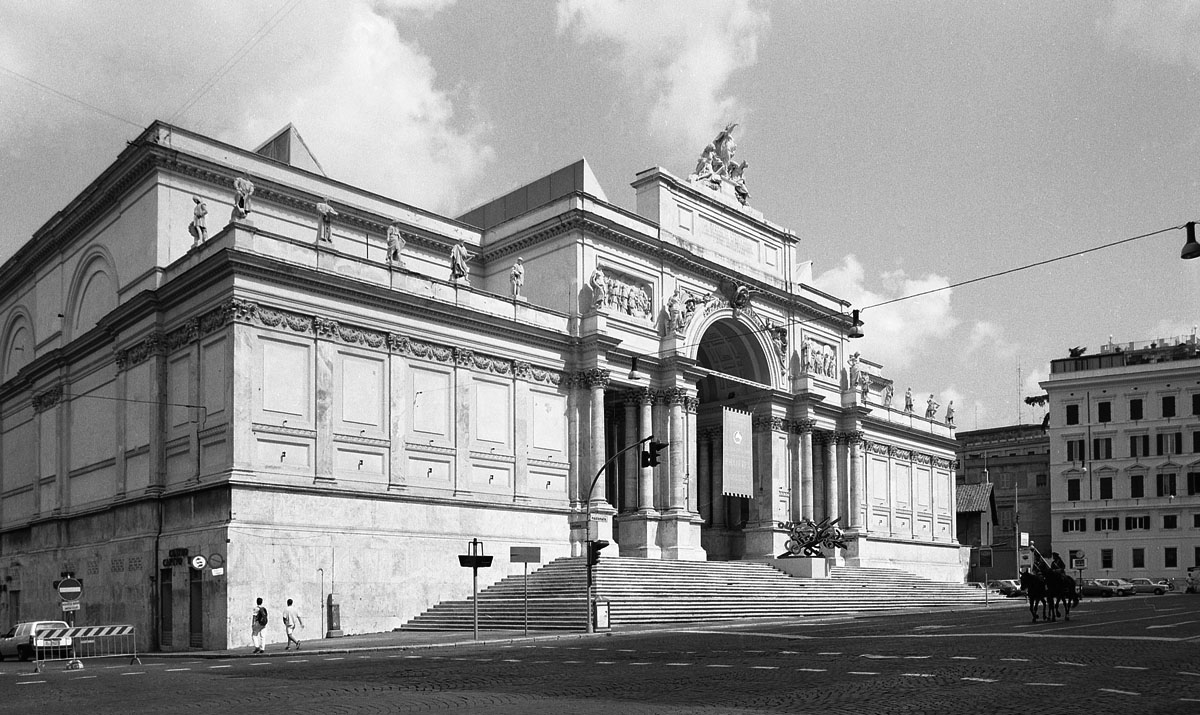
Il Palazzo delle Esposizioni

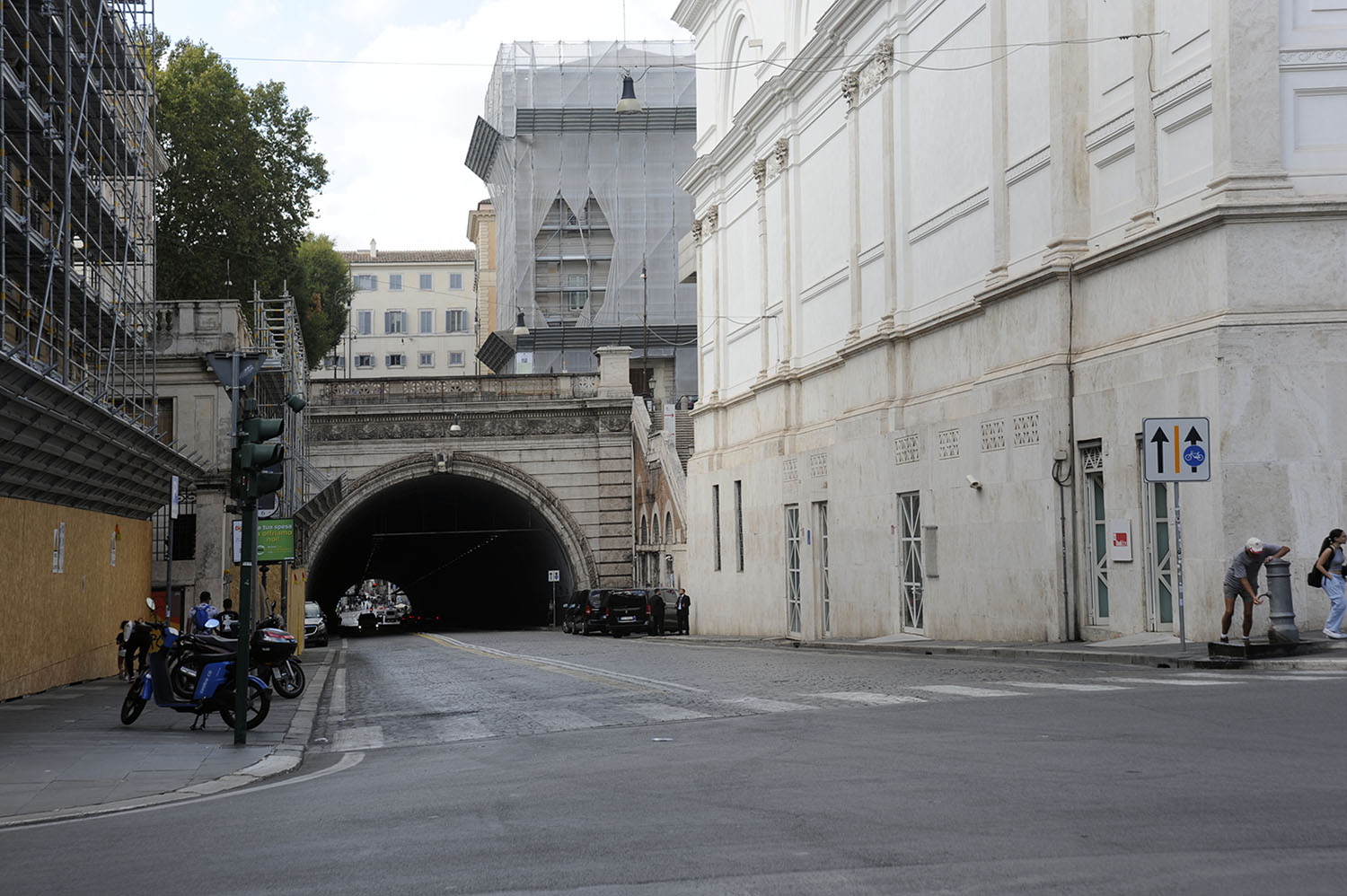
Il Traforo Umbertino

I lavori per la costruzione e l'urbanizzazione di via Nazionale richiesero, fra l'altro, lo sbancamento della parte nord del giardino della Villa Aldobrandini, con la costruzione dell'attuale muro di contenimento. Nel corso di questi stessi lavori (1875) emersero le tracce della Porta Sanqualis, attualmente visibili nell'aiuola centrale di largo Magnanapoli.
Alla fine dell'antica strada di San Vitale fu realizzato, all'inizio del Novecento (1902-1906), il traforo Umberto I, sotto la pendice orientale del Quirinale. L'opera, già prevista nel primo piano regolatore di Roma capitale del 1873, nel piano regolatore del 1909 doveva costituire l'ultimo tratto di una traversa (via Milano) che, tagliando via Nazionale all'altezza del Palazzo delle Esposizioni, fornisse un collegamento diretto tra il Laterano e il Parlamento (attraverso via del Tritone). Il progetto non fu poi realizzato e via Milano si fermò alla confluenza con l'antica strada di San Lorenzo in Panisperna.
La via in origine era più lunga e proseguiva fino alla progettata meta di piazza Venezia. Tuttavia nel 1916 il tratto tra piazza Venezia e piazza Santi Apostoli fu intitolato a Cesare Battisti, mentre nel 1918 il tratto da piazza Santi Apostoli a largo Magnanapoli divenne via IV novembre: pertanto dal 1918 via Nazionale si arresta a largo Magnanapoli, con uno sviluppo rettilineo di poco meno di 1 chilometro.
Nel 2020/21 la tradizionale pavimentazione  in sampietrini della via, tuttora molto trafficata, è stata sostituita dall'asfalto.

## Collegamenti
- È percorsa da numerose linee di autobus ATAC (linee urbane 64, 70, 170, H; linee espresse 40 e 60; linee notturne 8, 11, 70, 98, 716).
- Per 49 anni (dal Natale 1880 al 31 dicembre 1929) la via presentava al centro una sede tramviaria, su cui venivano espletate varie linee.

## Galleria d'immagini

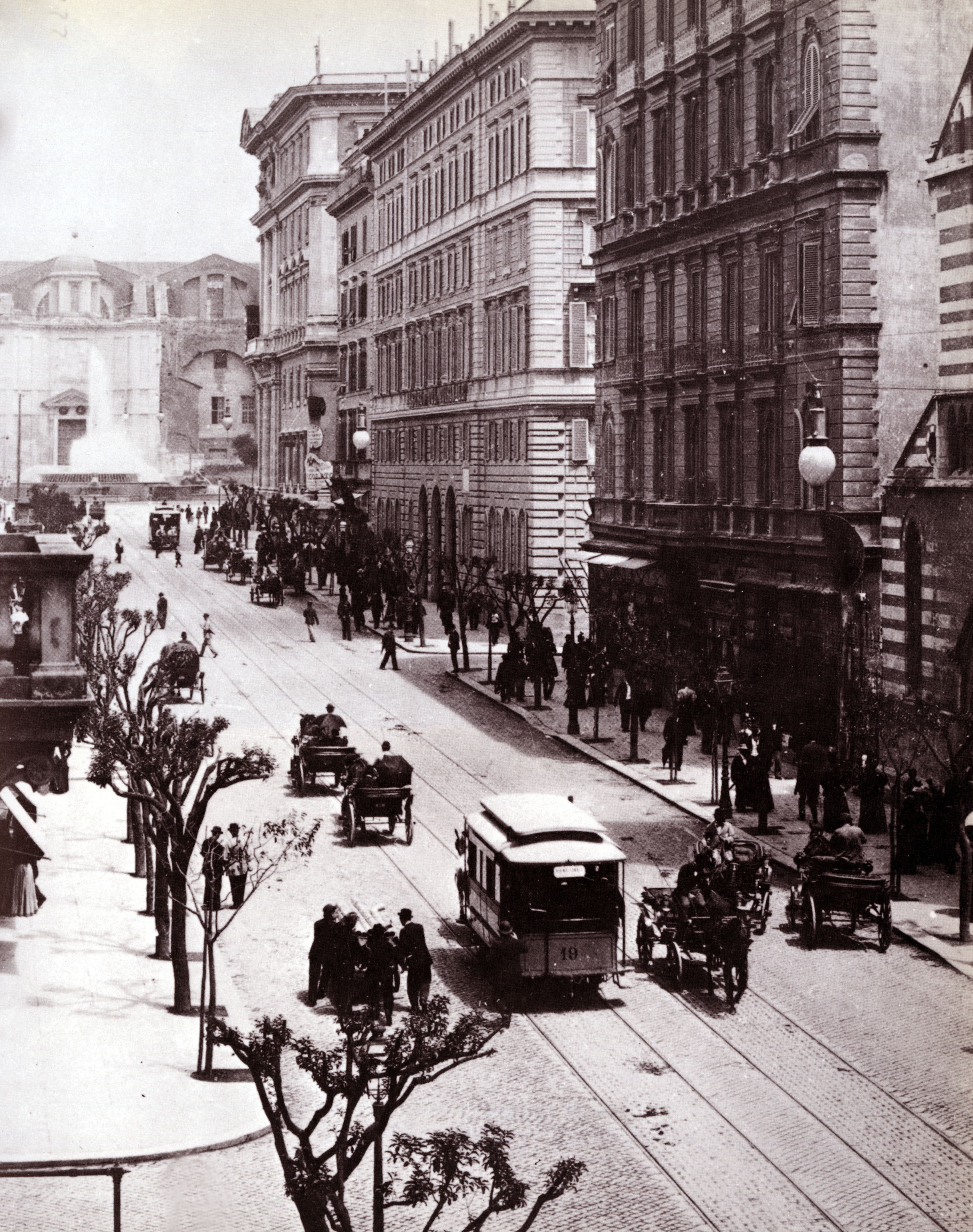
Via Nazionale fotografata nel 1895
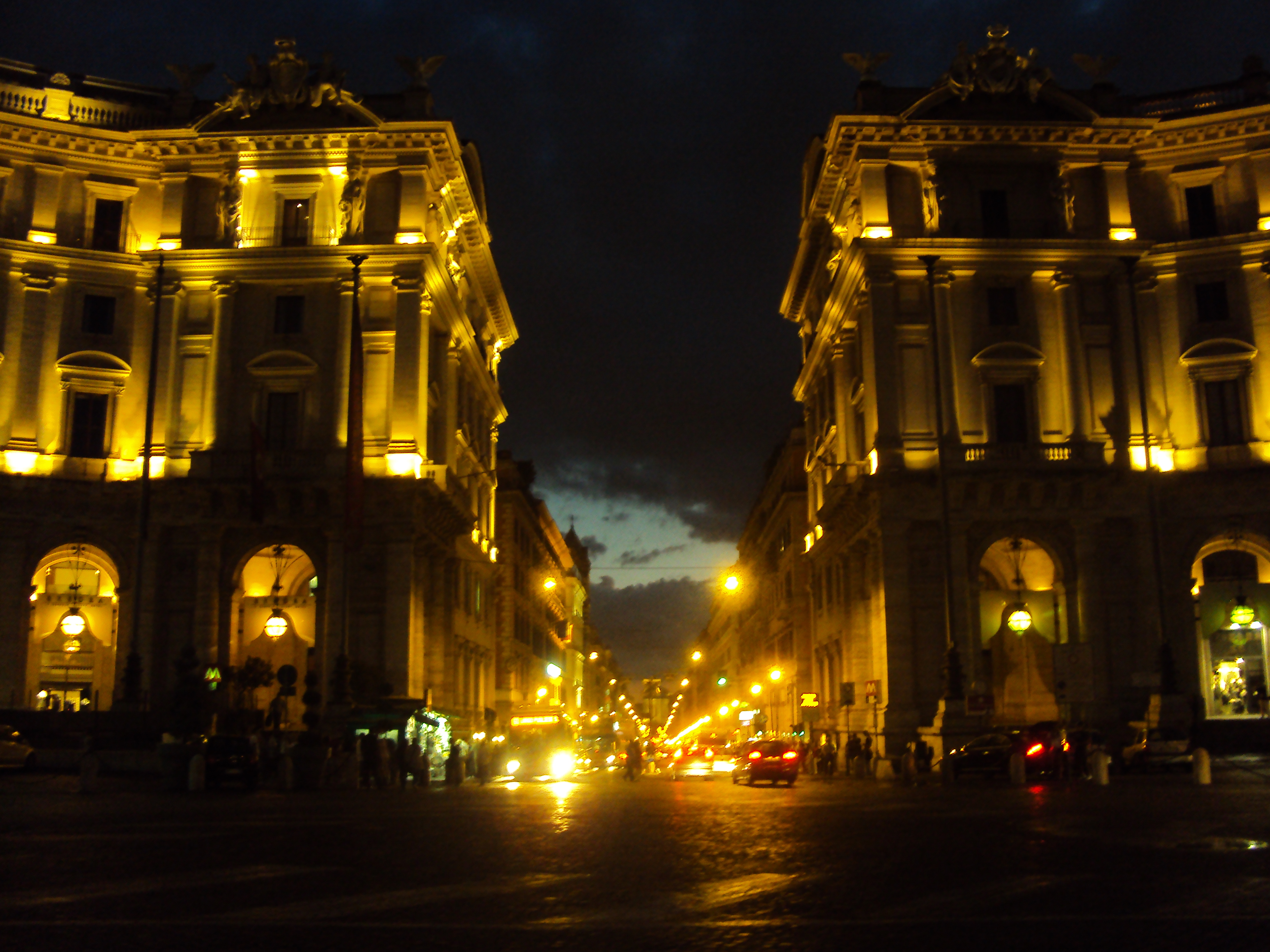
Vista notturna da piazza della Repubblica
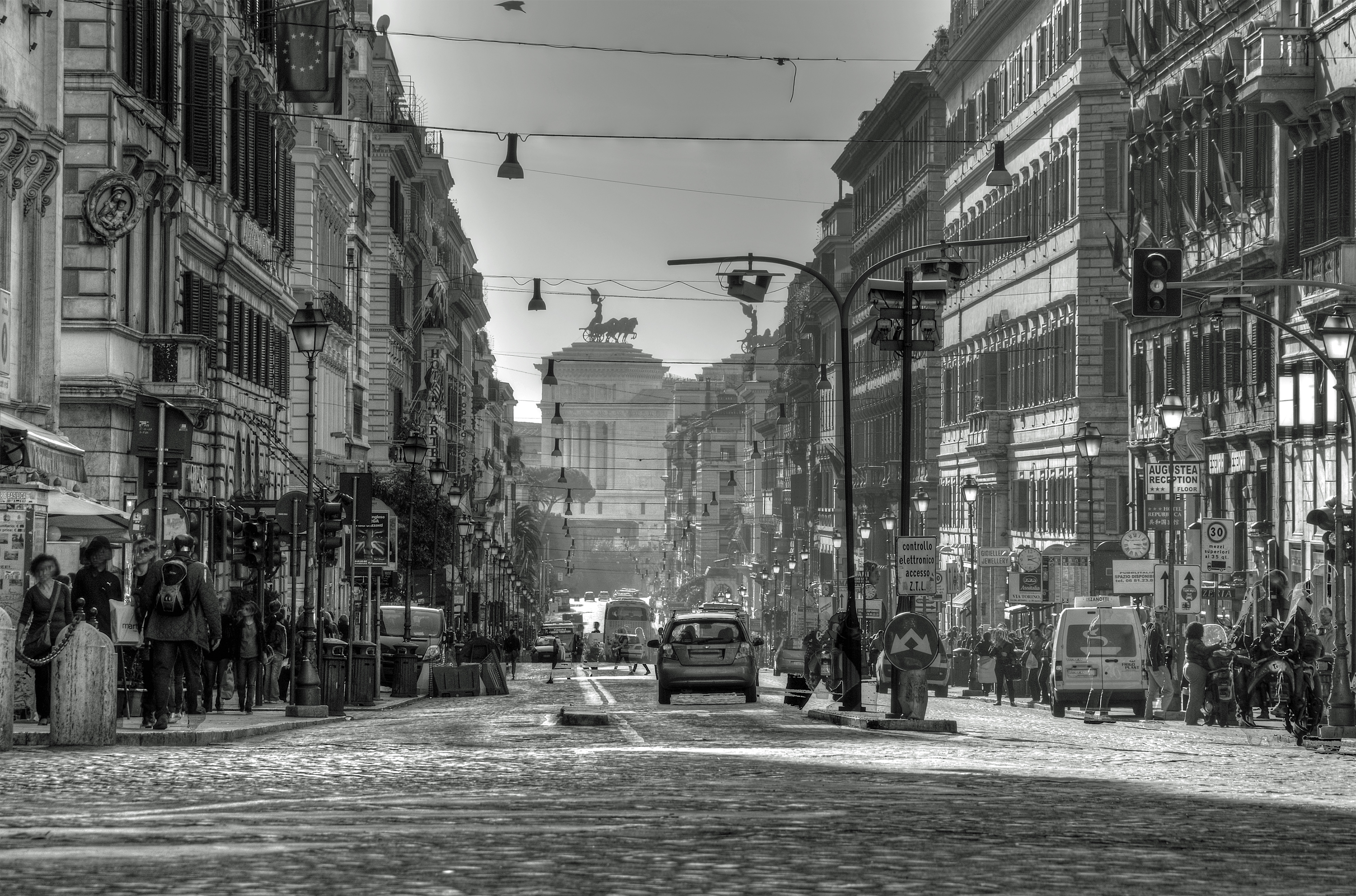
Via Nazionale vista da piazza della Repubblica (HDR)